# PaPaラジ
『PaPaラジ』（パパラジ）は、2009年10月6日から2010年3月30日まで熊本放送（RKKラジオ）で毎週火曜21:00 - 21:30に放送されていたラジオ番組。
プロ野球ナイターオフ期間中に放送されていた子育て応援番組で、パーソナリティは長木真琴が務めていた。子供ができ、1児の父になったばかりの長木は、もっと子育てに関わりたいとの思いで自らこの番組を企画したという。
番組は、毎回ひとつのテーマに基づいての子育てトークを展開。長木自らが熊本市総合子育て支援センターからアドバイスを貰いながら、育児についての多面的な分析・アプローチを行っていた。